# Tariona albibarbis
Tariona albibarbis är en spindelart som först beskrevs av Cândido Firmino de Mello-Leitão 1947.  
Tariona albibarbis ingår i släktet Tariona och familjen hoppspindlar. Inga underarter finns listade i Catalogue of Life.